# Moralisme
Moralisme is een cultureel begrip, dat in eerste instantie duidt op de neiging tot moraliseren - dat wil zeggen, het oordelen over iets in morele termen, dat mogelijk niet moreel te beoordelen is. Een moralist ziet sommige dingen als zonder meer goed of kwaad. Zulke strikte regels over de juiste moraal kunnen louter theoretisch zijn. 
'Moralisten' krijgen soms het verwijt, niet het minst als het gaat om wetgeving, dat ze vanuit bepaalde morele opvattingen (in plaats van bijvoorbeeld feitelijke informatie) verschijnselen die zij als verwerpelijk zien, proberen te bestrijden, zelfs als de schadelijkheid van het betreffende verschijnsel niet gebleken is. Zo kan het pragmatisme worden gezien als een tegenhanger van het moralisme.
Moralisme wordt niet zelden in verband gebracht met religies, maar vindt men eveneens in verscheidene politieke ideologieën.